# Styrsö
Styrsö ( pronúncia) é a ilha principal do arquipélago do Sul de Gotemburgo. Está situado na costa sueca do estreito do Categate. Tem uma área de 3,86 km2, e uma população de 1 429 habitantes (2003).